# Kniaź Igor
Kniaź Igor (Князь Игорь, w Polsce znana też pod tytułem Książę Igor) – czteroaktowa opera z muzyką i librettem rosyjskiego kompozytora Aleksandra Borodina.

## Osoby
- Igor Światosławowicz, tytułowy książę – baryton
- Jarosławna, druga żona księcia – sopran
- Włodzimierz Igoriewicz, syn Igora z pierwszego małżeństwa – tenor
- Włodzimierz Halicki, brat Jarosławny – bas
- Kończak, chan Połowców – bas
- Gzak, chan Połowców – rola niema
- Kończakówna, córka Kończaka – kontralt
- Owlur – tenor
- Niania Jarosławny – sopran
- dziewczęta, rosyjscy bojarzy, wojownicy, lud

## Historia powstania

### Kompozycja Aleksandra Borodina
Kniaź Igor był pierwszą operą Borodina. W doborze tematu pomógł mu Władimir Stasow, proponując mu oparcie dzieła na Słowie o wyprawie Igora. Borodin uznał propozycję za ciekawą, chociaż niełatwą i nie był pewien, czy jej podoła. Ostatecznie we wrześniu 1869, po zgromadzeniu dalszych materiałów historycznych, rozpoczął pracę od naszkicowania Tańców połowieckich oraz marszu Połowców, ariosa Jarosławny oraz cavatiny Kończakówny. Szybko jednak zniechęcił się do pracy – uznał, że podjęty temat nie jest dostatecznie dramatyczny, by mogła powstać dobra opera. Przez następne cztery lata, zajęty innymi kompozycjami, nie wracał w ogóle do Kniazia Igora. Zajmował się m.in. baletem Mlada, który miał być wspólnym dziełem kilku kompozytorów. Po fiasku projektu postanowił wykorzystać część powstałej na jego potrzeby muzyki, włączając do Kniazia Igora chóry otwierające i zamykające dzieło oraz materiał, z którego powstały ostateczne wersje ariosa Jarosławny i arii Igora.
W 1874 Borodin, zachęcony sukcesem Borysa Godunowa Modesta Musorgskiego, również opery na historyczny temat, zdecydował się na powrót do pracy nad swoim dziełem. Być może zainspirowany postaciami Warłama i Misaiła z utworu Musorgskiego wprowadził do Kniazia Igora postacie dezerterów Skuły i Jeroszki. Z kolei pomysł zakończenia opery chóralnym epilogiem został zaczerpnięty z opery Michaiła Glinki Życie za cara – notabene, Kniaź Igor został zadedykowany pamięci Glinki.
W 1876 Stasow, wątpiąc w to, czy Borodin kiedykolwiek skończy pracę nad operą, zaproponował Rimskiemu-Korsakowowi napisanie jej. Ten jednak nie podjął samodzielnie pracy, pomagając zamiast tego Borodinowi w opracowywaniu orkiestracji. Ostatecznie praca nad operą trwała z przerwami przez 18 lat, a nagła śmierć Borodina nie pozwoliła na jej ukończenie.

### Rimski-Korsakow
W 1887 po śmierci Borodina zachowane rękopisy Kniazia Igora otrzymał Rimski-Korsakow. W tym czasie Borodin zdołał ukończyć jedynie oderwane fragmenty opery – początkowy i końcowy chór, tańce połowieckie, lament Jarosławny, recytatyw Halickiego, arie Kończaka, Kończakówny i Włodzimierza. Reszta utworu była jedynie pobieżnie naszkicowana. II i III akt, rozgrywające się w obozie Połowców, nie miały jednolitego libretta, w notatkach Borodina zachowały się jedynie oderwane, luźno powiązane ze sobą fragmenty. Rimski-Korsakow podzielił się pracą z Aleksandrem Głazunowem, powierzając mu opracowanie uwertury według luźnego projektu Borodina oraz dokończenie III aktu, sam zajmując się orkiestracją, wykończeniem kompozycji oraz uporządkowaniem zachowanych materiałów.

## Pierwsze wystawienia
Prapremiera Kniazia Igora miała miejsce 23 października?/4 listopada 1890 w Petersburgu, w dwa lata później opera została wystawiona w Moskwie, w 1899 – w Pradze, w 1909 – w Paryżu (z Fiodorem Szalapinem w roli Halickiego), w 1914 – w Londynie oraz w 1915 – w Metropolitan Opera (w języku włoskim).

## Treść
Akcja opery rozgrywa się na Rusi w XII wieku – w Putywlu i w obozie Połowców. Kolejność aktów według Rimskiego-Korsakowa.

### Prolog
Kniaź Igor wyrusza na wyprawę przeciwko Połowcom. Lud śpiewa na jego cześć, gdy dochodzi do niezrozumiałego dla zgromadzonych zaćmienia słońca. Jarosławna uznaje to za zły znak i prosi męża o pozostanie, jednak Igor odmawia zmiany planów. Powierza żonę opiece jej brata, księcia Halickiego, który śpiewa o swojej wdzięczności względem Igora, który pomógł mu po tym, gdy wygnali go jego własny ojciec i bracia. Skuła i Jeroszka dezerterują z wojska, wierząc, że na dworze Halickiego znajdą lepsze zajęcie.

### Akt I
Dwór w Putywlu
Zwolennicy Halickiego śpiewają na jego cześć. Skuła i Jeroszka zabawiają gości grą na gudoku. Pojawia się sam Halicki, opowiadając, jak to, będąc księciem Putywla, spędzałby cały czas na piciu i zabawianiu się z kobietami, oddawszy uprzednio siostrę do klasztoru. Grupa jego zwolenników rusza na plac w Putywlu, by ogłosić go nowym księciem.
Pałac Jarosławny
Żona kniazia Igora martwi się brakiem wieści o mężu i jego ludziach. Wspomina dawne szczęście u boku Igora. Pojawia się grupa kobiet, które opowiadają jej o swojej przyjaciółce, którą Halicki zmienił w swoją nałożnicę. Pojawia się i sam Halicki, śmiejąc się z historii dziewczyny i zapowiadając, że jeśli zechce, w każdej chwili może zdetronizować Igora. Grupa bojarów informuje Jarosławną, że kniaź Igor i jego syn zostali wzięci do niewoli po przegranej bitwie. Bojarzy zapowiadają obronę miasta, ale Halicki wraca, domagając się ogłoszenia go księciem. Dochodzi do starcia.

### Akt II
Obóz Połowców
Kobiety połowieckie tańczą i śpiewają przed Kończakówną, która przyłącza się do śpiewu, wyrażając nadzieję na rychły powrót swojego ukochanego. Wraca grupa ruskich jeńców, Władimir Igoriewicz śpiewa o swojej miłości, którą jest Kończakówna; córka chana odwzajemnia to uczucie. Tymczasem pojawia się Igor, wspominając żonę i wyrażając nadzieję na odzyskanie honoru w nowej wojnie. Owlur, chrześcijanin w obozie Połowców, proponuje mu pomoc w ucieczce, sam Kończak tymczasem spotyka się z Igorem, proponuje mu odzyskanie wolności w zamian za obietnicę, że Rusini więcej nie zaatakują Połowców. Igor odmawia. Kończak zaprasza grupę wojowników, by tańcem rozweseliła jego, Kończakównę, Igora i jego syna.

### Akt III
Obóz Połowców
Armia Połowców triumfalnie powraca z udanej wyprawy na Putywl, Kończak zapowiada rychły podbój całej Rusi. Owlur informuje Władimira i Igora o gotowych do ucieczki koniach, kniaź i jego syn szykują się do wyjazdu. Pojawia się Kończakówna, żądając od syna Igora zabrania jej ze sobą lub pozostania, grożąc, że zaalarmuje cały obóz. Ostatecznie Igor ucieka, podczas gdy Kończakówna budzi Połowców, którym jednak nie pozwala zabić ukochanego. Kończak zgadza się na ich ślub.

### Akt IV
Putywl
Jarosławna z rozpaczą śpiewa o swojej rozłące z Igorem, w czasie gdy kobiety ruskie rozpaczają nad rozmiarem zniszczeń. Tymczasem na horyzoncie pojawiają się Owlur i sam kniaź. Małżonkowie witają się z radością. Nie wiedząc o powrocie kniazia, Skuła i Jeroszka śpiewają wyśmiewającą go piosenkę, po czym, by ratować skórę, dzwoniąc w dzwony zwołują cały tłum i ogłaszają powrót kniazia, podając się za jego wiernych zwolenników. Całe miasto z radością wita Igora.

## Recepcja i praktyka
Kniaź Igor należy do kluczowych dzieł opery rosyjskiej, istnieją jednak czynniki wpływające negatywnie na jego recepcję poza granicami Rosji. Pierwszym z nich był język libretta; tłumaczenie na włoski (jak i angielski lub niemiecki) nie sprawdzało się. Ponadto dzieło nie jest dokończone przez kompozytora; mimo starań Głazunowa i Rimskiego-Korsakowa, opera pozostaje statyczna, zaś jej kolejne sceny nie są wyraźnie powiązane. Jest to rezultat tego, że Borodin opracowywał libretto w miarę komponowania kolejnych części opery, nie miał jego całościowej wizji. Doprowadziło to nawet do tego, że w niektórych realizacjach opery całkowicie wycina się całe jej fragmenty, czy nawet rezygnuje z III aktu. Obecnie równolegle z kolejnością aktów zaproponowaną przez Rimskiego-Korsakowa pojawia się też wersja podawana jako oryginalny zamysł Borodina:
1. Prolog
2. Akt II
3. Dwór Halickiego (Akt 1, Scena 1)
4. Pałac Jarosławny (Akt 1, Scena 2)
5. Akt III
6. Akt IV

## Struktura
| Nr | Akt            | Numer                                      | Kompozytor                 | Orkiestrator                      |
| -- | -------------- | ------------------------------------------ | -------------------------- | --------------------------------- |
| –  | –              | Uwertura                                   | Głazunow                   | Głazunow                          |
| 1  | –              | Prolog                                     | Borodin                    | Borodin                           |
| 2a | Akt 1, Scena 1 | Chór                                       | Borodin                    | Rimski-Korsakow                   |
| 2b | Akt 1, Scena 1 | Recytatyw i Aria: Halicki                  | Borodin                    | Borodin                           |
| 2c | Akt 1, Scena 1 | Recytatyw: Halicki                         | Borodin                    | Rimski-Korsakow                   |
| 2d | Akt 1, Scena 1 | Chór Dziewcząt i Scena                     | Borodin                    | Rimski-Korsakow                   |
| 2e | Akt 1, Scena 1 | Scena: Skuła, Jeroszka                     | Borodin                    | Rimski-Korsakow                   |
| 2f | Akt 1, Scena 1 | Pieśń na cześć Halickiego: Skuła, Jeroszka | Borodin                    | Rimski-Korsakow                   |
| 2g | Akt 1, Scena 1 | Chór                                       | Borodin                    | Rimski-Korsakow                   |
| 3  | Akt 1, Scena 2 | Arioso: Jarosławna                         | Borodin                    | Rimski-Korsakow                   |
| 4  | Akt 1, Scena 2 | Scena: Jarosławna, Niania, Chór            | Borodin                    | Borodin                           |
| 5  | Akt 1, Scena 2 | Scena: Jarosławna, Halicki                 | Borodin                    | Rimski-Korsakow                   |
| 6  | Akt 1, Scena 2 | Finał: Jarosławna, Halicki, Chór           | Borodin                    | Rimski-Korsakow                   |
| 7  | Akt 2          | Chór Dziewcząt Połowieckich                | Borodin                    | Rimski-Korsakow                   |
| 8  | Akt 2          | Taniec Dziewcząt Połowieckich              | Borodin                    | Rimski-Korsakow                   |
| 9  | Akt 2          | Cavatina: Kończakówna                      | Borodin                    | Borodin                           |
| 10 | Akt 2          | Scena: Kończakówna, Chór                   | Rimski-Korsakow / Głazunow | Rimski-Korsakow / Głazunow        |
| 11 | Akt 2          | Recytatyw i Cavatina: Władimir             | Borodin                    | Borodin                           |
| 12 | Akt 2          | Duet: Władimir, Kończakówna                | Borodin                    | Rimski-Korsakow                   |
| 13 | Akt 2          | Aria: Igor                                 | Borodin                    | Rimski-Korsakow                   |
| 14 | Akt 2          | Scena: Igor, Owlur                         | Borodin                    | Rimski-Korsakow                   |
| 15 | Akt 2          | Aria: Kończak                              | Borodin                    | Borodin                           |
| 16 | Akt 2          | Recytatyw: Igor, Kończak                   | Borodin                    | Rimski-Korsakow                   |
| 17 | Akt 2          | Tańce Połowieckie i Chór                   | Borodin                    | Borodin / Rimski-Korsakow / Ladow |
| 18 | Akt 3          | Marsz Połowców                             | Borodin                    | Rimski-Korsakow                   |
| 19 | Akt 3          | Pieśń: Kończak                             | Głazunow                   | Głazunow                          |
| 20 | Akt 3          | Recytatyw i Scena                          | Borodin                    | Głazunow                          |
| 22 | Akt 3          | Recytatyw: Owlur, Igor                     | Głazunow                   | Glazunow                          |
| 23 | Akt 3          | Trio: Igor, Władimir, Kończakówna          | Borodin / Głazunow         | Głazunow                          |
| 24 | Akt 3          | Finale: Kończakówna, Konchak, Chorus       | Borodin / Głazunow         | Głazunow                          |
| 25 | Akt 4          | Lament: Jarosławna                         | Borodin                    | Borodin                           |
| 26 | Akt 4          | Chór Wieśniaków                            | Borodin                    | Borodin                           |
| 27 | Akt 4          | Recytatyw i Duet: Jarosławna, Igor         | Borodin                    | Rimski-Korsakow                   |
| 28 | Akt 4          | Pieśń Grających na Gudoku, Scena i Chór    | Borodin                    | Rimski-Korsakow                   |
| 29 | Akt 4          | Finale: Skuła, Jeroszka, Chór              | Borodin                    | Borodin                           |